# Tour de Lombardie 1906
La 2e édition de la course cycliste, le Tour de Lombardie a eu lieu le 11 novembre 1906 et a été remportée par l'Italien Cesare Brambilla.

## Classement final
| \| 1. Cesare Brambilla \| Italie \| en \| 7 h 28 min 39 s \| \| 2. Carlo Galetti \| Italie \| à \| 7 s \| \| 3. Luigi Ganna \| Italie \| \| 4 min 41 s \| \| 4. Mario Gaioni \| Italie \| \| 4 min 58 s \| \| 5. Ernesto Ferrari \| Italie \| \| 32 min 42 s \| \| 6. Clemente Canepari \| Italie \| \| 32 min 42 s \| \| 7. Eberardo Pavesi \| Italie \| \| 38 min 49 s \| \| 8. Carlo Mairani \| Italie \| \| 55 min 08 s \| \| 9. Carlo Bordoni \| Italie \| \| 55 min 09 s \| \| 10. Mario Lonati \| Italie \| \| 55 min 09 s \| |        |    |                 |
| 1. Cesare Brambilla | Italie | en | 7 h 28 min 39 s |
| 2. Carlo Galetti | Italie | à  | 7 s             |
| 3. Luigi Ganna | Italie |    | 4 min 41 s      |
| 4. Mario Gaioni | Italie |    | 4 min 58 s      |
| 5. Ernesto Ferrari | Italie |    | 32 min 42 s     |
| 6. Clemente Canepari | Italie |    | 32 min 42 s     |
| 7. Eberardo Pavesi | Italie |    | 38 min 49 s     |
| 8. Carlo Mairani | Italie |    | 55 min 08 s     |
| 9. Carlo Bordoni | Italie |    | 55 min 09 s     |
| 10. Mario Lonati | Italie |    | 55 min 09 s     |